# 津格尔陨石坑
津格尔陨石坑（Tsinger）是位于月球背面北半部的一座撞击坑，约形成于39.2－38.5亿年前的酒海纪，其名称取自俄罗斯天文学家尼古拉·雅科夫列维奇·青格尔（Nikolaj Yakovlevich Tsinger，1842年－1918年），1970年被国际天文学联合会正式接受。

## 描述

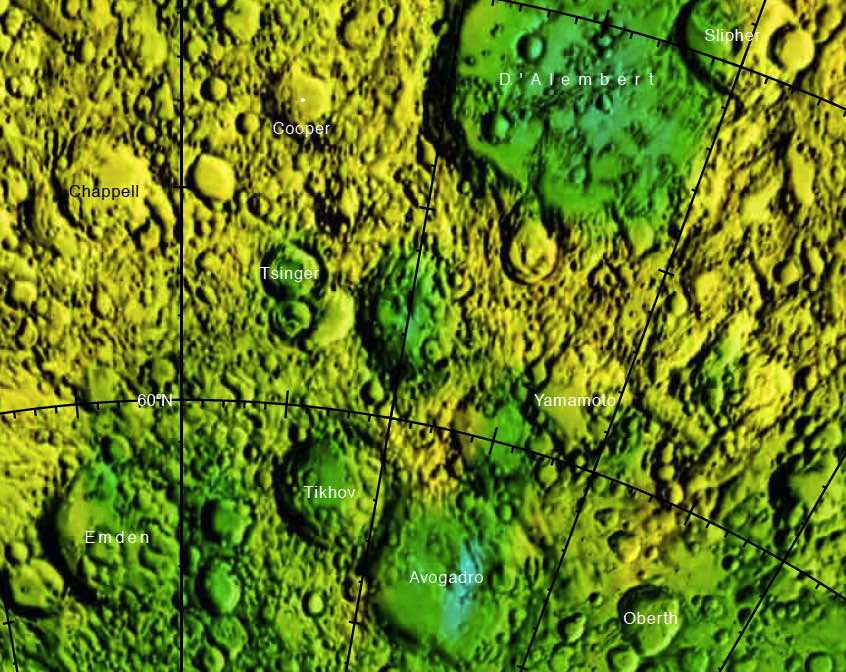
津格尔陨石坑的周边，月球背面区域图。

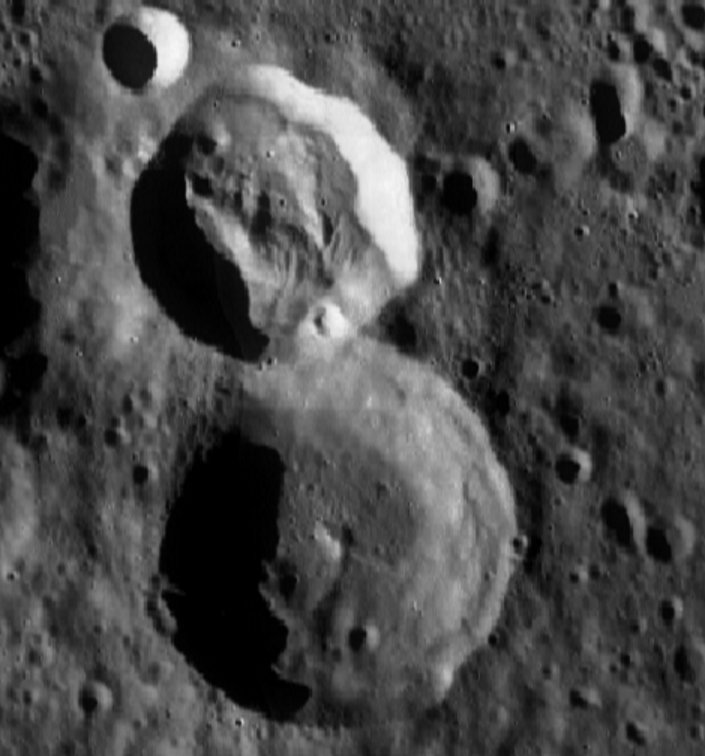
月球勘测轨道飞行器拍摄的津格尔陨石坑(下)和卫星坑"津格尔 Y"(上)。

该陨坑西北和北面分别毗邻查普尔环形山和库珀环形山，东北坐落了巨大的达朗伯环形山，古老的季霍夫环形山及埃姆登环形山则横亘在它南面和西南。该陨坑中心月面坐标为56°32′N 175°43′E / 56.54°N 175.71°E，直径44.21公里，深约2.26公里。
津格尔陨石坑除西南侧向外凸出，整体外观轮廓接近圆状。沿北侧外坡附靠相对年轻的卫星坑「津格尔 Y」，它与津格尔陨石坑一道部分重叠在更古老的「津格尔 W」上。
津格尔陨石坑尚未受到后续撞击的侵蚀，坑壁顶仍较为尖峭。它最大高出周边地形1070米，内部容积约有1505.67公里3。坑底直径约为坑口的一半，中心点附近坐落了一座小中央峰，沿南侧内壁分布有一些崖架，除此外，其它部分则没有醒目的地貌结构。

## 卫星陨石坑
按惯例，最靠近津格尔陨石坑的卫星坑在月图上以字母标注在该坑中心点的旁边。
| 津格尔 | 纬度     | 经度      | 直径      |
| ------ | -------- | --------- | --------- |
| W      | 57.57° N | 174.15° E | 47.35公里 |
| Y      | 57.68° N | 175.25° E | 32.36公里 |

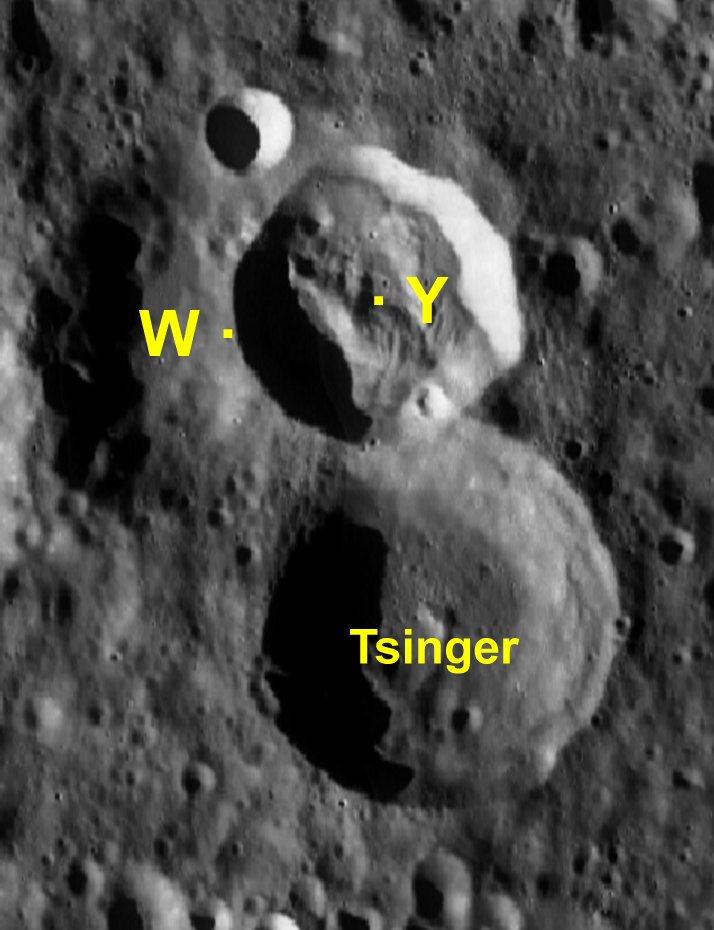
卫星坑图

- 卫星坑「津格尔 Y」约形成于爱拉托逊纪[1]。

## 另请参阅
- Andersson, L. E.; Whitaker, E. A. . NASA RP-1097. 1982.
- Blue, Jennifer. . USGS. 2007-07-25  [2007-08-05]. （原始内容存档于2012-04-08）.
- Bussey, B.; Spudis, P. . New York: Cambridge University Press. 2004. ISBN 978-0-521-81528-4.
- Cocks, Elijah E.; Cocks, Josiah C. . Tudor Publishers. 1995. ISBN 978-0-936389-27-1.
- McDowell, Jonathan. . Jonathan's Space Report. 2007-07-15  [2007-10-24]. （原始内容存档于2012-05-26）.
- Menzel, D. H.; Minnaert, M.; Levin, B.; Dollfus, A.; Bell, B. . Space Science Reviews. 1971, 12 (2): 136–186. Bibcode:1971SSRv...12..136M. doi:10.1007/BF00171763.
- Moore, Patrick. . Sterling Publishing Co. 2001. ISBN 978-0-304-35469-6.
- Price, Fred W. . Cambridge University Press. 1988. ISBN 978-0-521-33500-3.
- Rükl, Antonín. . Kalmbach Books. 1990. ISBN 978-0-913135-17-4.
- Webb, Rev. T. W.  6th revised. Dover. 1962. ISBN 978-0-486-20917-3.
- Whitaker, Ewen A. . Cambridge University Press. 1999. ISBN 978-0-521-62248-6.
- Wlasuk, Peter T. . Springer. 2000. ISBN 978-1-85233-193-1.